# Kirche von Hall

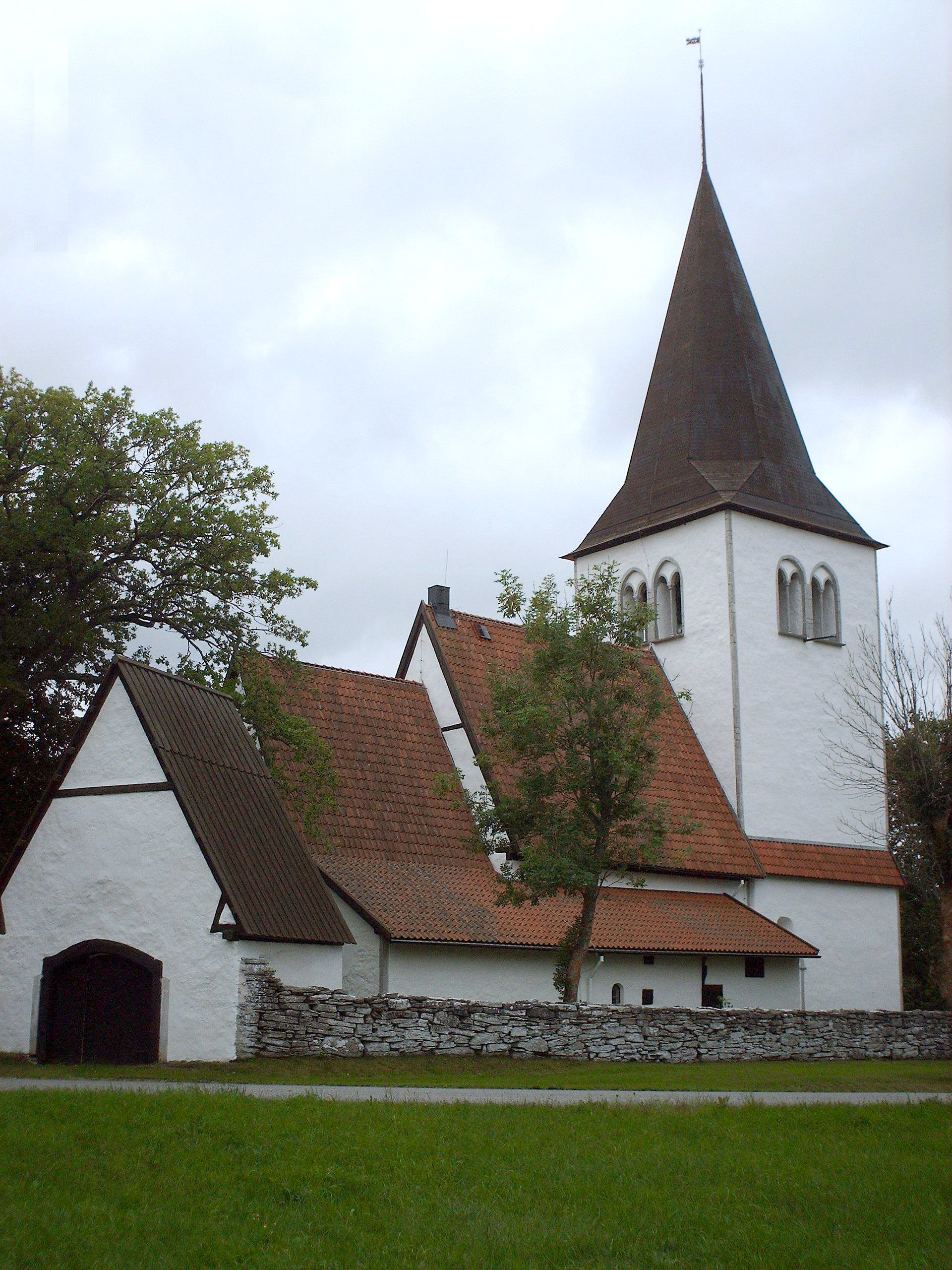
Kirche von Hall

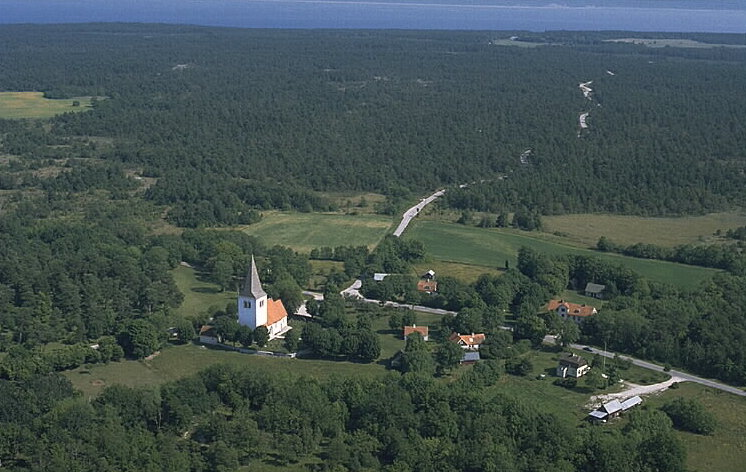
Kirche von Hall

Die Kirche von Hall (schwedisch Halls kyrka) ist eine im 13. Jahrhundert eingeweihte Landkirche auf der schwedischen Insel Gotland. Sie gehört zur Kirchengemeinde (schwedisch församling) Forsa und zum Pastorat Lärbro im Bistum Visby.

## Lage
Die Kirche liegt in der nordwestlichen Ecke Gotlands, 38 km nordöstlich von Visby, 21 km nördlich von Slite und 13 km nördlich von Lärbro.

## Kirchengebäude
Die gemauerte Kirche besteht aus einem Langhaus mit einem schmaleren, gerade abgeschlossenen Chor im Osten, einem kräftigen Turm im Westen sowie einer Sakristei auf der Nordseite. Das Langhaus und der Chor wurden vermutlich im zweiten Viertel des 13. Jahrhunderts errichtet. Der Turm wurde etwas später jedoch noch im 13. Jahrhundert hinzugefügt. Die Sakristei entstand 1899.
Die Kirche mit ihren weißverputzten Fassaden ist von Satteldächern gedeckt, etwas höher über dem Langhaus und niedriger über dem Chor. Der Turm hat paarweise angeordnete, mit Säulen versehene Schallöffnungen und eine achtkantige Spitze. Der Chor ist mit einem romanischen Rundbogenportal im Süden geschmückt, während das Langhausportal, das zusammen mit dem Turm gebaut wurde, eine eher gotische Form aufweist.
Im Inneren ist das Langhaus mit vier Kreuzgewölben gedeckt, die von einer kräftigen Mittelsäule getragen werden. Dadurch hat es mit zwei Schiffen und zwei Jochen die Struktur einer Hallenkirche in deren kleinstmöglicher Form. Chor und Turmraum hingegen haben jeweils ein Zeltgewölbe und die Sakristei ein Tonnengewölbe. Eine spitzbogige Öffnung verbindet das Langhaus mit dem Turmraum, der fast genauso breit wie das Langhaus ist. Der Triumphbogen des Chors ist niedrig und relativ schmal. Die schmalen Rundbogenfenster in der Ostwand sind noch ursprünglich. Bei einer Restaurierung 1956 von Architekt Nils Arne Rosén wurden mittelalterliche Kalkmalereien aus dem 13. und 14. Jahrhundert freigelegt. Eine Malerei auf der Südmauer des Chors ist hingegen auf das Jahr 1603 datiert.

## Ausstattung
- Der Taufstein ist aus dem 13. Jahrhundert.
- Der Altar ist aus dem 17. Jahrhundert.
- Die Kanzel ist von 1619 und wurde im 18. Jahrhundert bemalt, als auch größere Teile der Bankeinrichtung bemalt wurden.
- Die Orgel wurde 1992 von Johannes Künkels Orgelverkstad gebaut.
- Epitaph zur Erinnerung an Elisabeth Persdotter Lyth (ca. 1632–1652)

## Umgebung
- Die Kirche wird von einer Mauer mit zwei erhaltenen mittelalterlichen Eingangstoren umgeben, deren Verbindung mit der Mauer auf mittelalterlichen Ursprung hindeutet.